# Soilent Green
I Soilent Green sono una band sludge/grindcore statunitense, formatasi a Metairie nel 1988.

## Storia del gruppo
I Soilent Green vengono fondati nel 1988 dai chitarristi Brian Patton e Donovan Punch, dal batterista Tommy Buckley e dal cantante Glenn Rambo a Metairie, un sobborgo di New Orleans, prendendo il loro nome dal film del 1973 2022: i sopravvissuti (Soylent Green in inglese), un film riguardante un mondo post-apocalittico dove le risorse di cibo sono scarse, e quindi la gente è costretta a mangiare una sostanza, derivata da resti umani fermentati, che porta appunto il nome di Soylent Green. 
Sono tra le band principali della cosiddetta "N.O.L.A scene", scena diffusa come si può capire principalmente a New Orleans, assieme ad altri gruppi tra cui Crowbar, Down e gli Eyehategod. Sono anche riconosciuti per il loro stile di suonare, che unisce gli elementi malinconici e depressivi dello sludge assieme a quelle oltre i limiti del noise del grindcore. Si può notare anche una forte presenza di elementi death metal nei primi album.
Pubblicano il loro album di debutto, intitolato Pussysoul, nel 1995 con l'etichetta californiana Dwell Records. I successivi quattro album, un EP e tre full-length, vengono pubblicati dalla Relapse Records, tranne per Inevitable Collapse in the Presence of Conviction, pubblicato dalla Metal Blade Records.
Il 26 aprile 2004 il bassista Scott Williams viene ucciso, in un caso di omicidio-suicidio, dal suo coinquilino. Nel settembre 2005 muore l'ormai ex cantante del gruppo Glenn Rambo, ucciso dall'uragano Katrina.
Nel 2008 il gruppo firma con la Metal Blade Records ed incide Inevitable Collapse in the Presence of Conviction. Per promuovere il disco i Soilent Green si imbarcano in un tour con God Forbid, Dethklok e Chimaira. Nel 2009 partecipano al primo episodio della quarta stagione di Squidbillies, una serie animata in onda su Adult Swim, suonando a loro modo la sigla di apertura in uno style cowpunk/sludge.

## Formazione

### Formazione attuale
- Tommy Buckley - batteria (1988-presente)
- Brian Patton - chitarra (1988-presente)
- Ben Falgoust - voce (1993-presente)
- Scott Crochet - basso (2003-presente)

### Ex componenti
- Marcel Trenchard - basso (1988-1992)
- Glenn Rambo - voce (1988-1992)
- Scott Williams - basso (1992-2002)
- Donovan Punch - chitarra (1998)
- Ben Stout - chitarra (2000-2001)
- Tony White - chitarra (2003-2005)
- Gregg Harney - chitarra (2005-2007)

## Discografia
Album in studio
- 1995 - Pussysoul
- 1998 - Sewn Mouth Secrets
- 2001 - A Deleted Symphony for the Beaten Down
- 2005 - Confrontation
- 2008 - Inevitable Collapse in the Presence of Conviction

EP
- 1998 - A String of Lies

Split
- 1991 - New Orleans Scene: Allow No Downfall
- 1995 - Grief / Soilent Green
- 1999 - In These Black Days: vol.6
- 2002 - Eyehategod / Soilent Green
- 2006 - Soilent Green / Sulaco

Demo
- 1989 - Demo
- 1991 - Satanic Drug Frog
- 1991 - Squiggly
- 1992 - Demo 1992
- 2001 - Preproduction demo